# Росс Сміт
Росс Сміт (англ. Ross Smith, нар. 12 січня 1989) — англійський професійний гравець в дартс, чемпіон Європи з дартсу (PDC) 2022 року.